# Хорн, Генрих Мориц
Генрих Мориц Хорн (нем. Heinrich Moritz Horn; 14 ноября 1814, Хемниц, — 23 августа 1874, Циттау) — немецкий поэт и прозаик.

## Биография
Генрих Мориц Хорн родился 14 ноября 1814 года в городе Хемнице. С 1833 года изучал право, а также историю и эстетику в Лейпцигском университете. 
В 1836—37 годах работал в Дрездене помощником адвоката, затем вернулся в качестве чиновника в свой родной город. Одновременно со службой занимался переработкой французских пьес, а затем и сочинением собственных для небольшого любительского театра. После 1857 года занимал должность в департаменте юстиции в Циттау.
Наибольшую известность принесла Хорну поэма «Странствие Розы» (нем. Der Rose Pilgerfahrt; 1851), ставшая текстуальной основной одноимённой оратории Роберта Шумана. Линию сентиментально-романтической сказки продолжила вторая книга Хорна, «Морская лилия» (нем. Die Lilie vom See; 1853). Из прозаических сочинений Хорна наибольшее признание современников заслужил роман «Разорванное трезвучие» (нем. Zerrissener Dreiklang; 1867).
Генрих Мориц Хорн умер 23 августа 1874 года в Циттау.